# Jaciment arqueològic de Cal Ferrer de les Torres
Cal Ferrer de les Torres és un jaciment a l'aire lliure al municipi de Serinyà (Pla de l'Estany), inclòs a l'Inventari del Patrimoni Arqueològic i Paleontològic de Catalunya.
Es troba molt a prop del paratge del reclau Viver. Es tracta d'un jaciment probablement paleolític.

## Història
Salvador Gassiot passejant per uns camps de la zona va trobar i recollir en superfície tres ascles de quars de suposada cronologia paleolítica. L'any 2004 es va fer una intervenció preventiva amb motiu del projecte “Estudi d'Impacte Ambiental. Millora General. Desdoblament carretera C- 66. Tram: Banyoles-Besalú”. S'han trobat tres ascles de quars sense gaire desgast. Totes les troballes estan dipositades al MACB, Plaça de la Font, 11 (Banyoles).